# The Battle for Wesnoth
The Battle for Wesnoth (tạm dịch: Đại chiến xứ Wesnoth) là một game chiến thuật theo lượt với chủ đề fantasy, do David White thiết kế và được phát hành lần đầu vào tháng 6 năm 2003. Trong Wesnoth, người chơi tạo một quân đội hùng mạnh bằng cách nắm quyền quản lý các ngôi làng và đánh bại quân đối phương để giành điểm kinh nghiệm. Trò chơi này dựa một phần vào các trò chơi Master of Monsters và Warsong của Sega Genesis.
The Battle for Wesnoth là phần mềm tự do, miễn phí với giấy phép GPLv2 cho mã nguồn và dưới hàng loạt  hệ điều hành.

## Đánh giá
Các đánh giá cho The Battle for Wesnoth hầu như đều là tích cực.. Trong một đánh giá năm 2006 cho phiên bản 1.1 của trò chơi này, Gametunnel cho điểm 7/10, nói rằng "trò chơi này trông như là trò chơi của thập kỷ trước, nhưng nó rất lôi cuốn và kết hợp tính năng rất tốt".
Trong một đánh giá năm 2007 cho phiên bản 1.2.6, Phoronix cho điểm 9/10, nói rằng "đây là một trò mà bất kỳ game thủ nào cũng nhất định phải download và chơi."
Năm 2010, Full Circle Magazine đánh giá trò chơi này tại Podcast #4. Người đánh giá đã gọi Wesnoth là "một trò chơi rất tốt", đồ họa "đơn giản" và "dễ hiểu" nhưng "cũ kỹ." Người đánh giá nhận xét cách chơi trò này là "nguyên thủy và đơn giản", nhưng phàn nàn về tính ngẫu nhiên của trò chơi, "gây ra nhiều sự thất vọng", và trò chơi yêu cầu phải save và load trò chơi khiến cho Wesnoth biến thành "thách thức về sự kiên nhẫn hơn là trí tuệ."
Năm 2010, RPGFan đánh giá trò chơi với số điểm 88/100, nhận xét rằng "Mặc dù miễn phí, BfW cung cấp cho người chơi nhiều hơn hầu hết cá trò chơi thương mại trên thị trường."